# Niccolò
Niccolò ist ein männlicher Vorname.

## Herkunft und Bedeutung
Der Name ist neben Nicola und Nicolò eine italienische Form des Namens Nikolaus.

## Bekannte Namensträger
- Niccolò Alberti OP, auch Albertini, Aubertini (* ~ 1250; † 1321), Kardinal der Katholischen Kirche
- Niccolò Alunno, auch Nicolò Alunno oder Niccolò di Liberatore di Giacomo di Mariano (* 1425/30; † 1502), italienischer Maler
- Niccolò Antonelli (* 1996), italienischer Motorradrennfahrer
- Niccolò oder Nicolò Bambini (1651–1736), italienischer Maler und Freskant
- Niccolò Canepa (* 1988), italienischer Motorradrennfahrer
- Niccolò Caracciolo (1658–1728), römisch-katholischer Kardinal
- Niccolò oder Nicolò Cassana (1659–1711), italienischer Porträtmaler
- Niccolò Castiglioni (1932–1996), italienischer Komponist
- Niccolò Circignani (genannt il Pomarancio; * ca. 1530, † 1597–1599), italienischer Maler des Manierismus
- Niccolò Codazzi (1642–1693), italienischer Quadraturmaler und Freskant
- Niccolò Corradini (* 1585?; † 1646), italienischer Organist und Komponist des Frühbarock
- Niccolò dell’Arca († 1494), italienischer Bildhauer
- Niccolò III. d’Este (* 1383 oder 1384; † 1441), italienischer Markgraf
- Niccolò Galli (1983–2001), italienischer Fußballspieler
- Niccolò Gitto (* 1986), italienischer Wasserballspieler
- Niccolò Jommelli (auch Nicola Jommelli; 1714–1774), italienischer Komponist
- Niccolò Leoniceno (1428–1524; auch: Nicolo Leoniceno, Nicolaus Leoninus, Nicolaus Leonicenus of Vicenza, Nicolaus Leonicenus Vicentinus, Nicolo Lonigo, Nicolò da Lonigo da Vincenza), italienischer Arzt und Humanist
- Niccolò Longobardo (manchmal auch Longobardi oder Langobardo; * 1565, † 1654), Jesuit der Chinamission
- Niccolò Machiavelli (1469–1527), italienischer Politiker, Philosoph, Geschichtsschreiber und Dichter
- Niccolò Massa (1489–1569), venezianischer Arzt und Anatom
- Niccolò Niccoli (1365–1437), italienischer Kaufmann und bedeutender Vertreter des Renaissance-Humanismus
- Niccolò Paganini (1782–1840), italienischer Violinist, Gitarrist und Komponist
- Niccolò Piccinni (auch Piccini, eigentlich Nicola Vincenzo Picci(n)ni; 1728–1800), italienischer Komponist klassischer Musik
- Niccolò Pisano (* zwischen 1205 und 1207; † 1278), Bildhauer und Architekt
- Niccolò Pisilli (* 2004), italienischer Fußballspieler
- Niccolò de’ Rossi (* um 1290; † nach 1348), italienischer Dichter und Jurist
- Niccolò Soggi (* um 1480, † 1552), italienischer Maler der umbro-toskanischen Schule
- Niccolò da Tolentino (Niccolò Maruzzi della Stacciola; * um 1355; † 1435), Condottiere
- Niccolò Tommaseo (1802–1874), italienischer Schriftsteller
- Niccolò Tron (* um 1399, † 1473), von 1471 bis 1473 Doge von Venedig
- Nicola Vaccai (1790–1848), italienischer Komponist und Musikpädagoge
- Niccolò Antonio Zingarelli (1752–1837), italienischer Komponist